# Cécile Mendelssohn Bartholdy
 (novembre 2023).
Si vous disposez d'ouvrages ou d'articles de référence ou si vous connaissez des sites web de qualité traitant du thème abordé ici, merci de compléter l'article en donnant les références utiles à sa vérifiabilité et en les liant à la section « Notes et références ».
Cécile Charlotte Sophie Mendelssohn Bartholdy, née Jeanrenaud le 10 octobre 1817 à Lyon et morte le 25 septembre 1853 à Francfort-sur-le-Main, est l'épouse du compositeur Felix Mendelssohn Bartholdy et la mère de l'historien Carl Mendelssohn Bartholdy (1838-1897), du chimiste Paul Mendelssohn Bartholdy (1841-1880) et de la chanteuse Lili Wach (1845-1910).

## Biographie
Cécile Jeanrenaud est la plus jeune fille d'Auguste Jeanrenaud (1788-1819) et d'Élisabeth Wilhelmine Jeanrenaud née Souchay de la Duboissière (1796-1871), ainsi que la petite-fille du drapier Francfortois Cornelius Carl Souchay. Son Père, originaire de Neuchâtel, était depuis 1810, prédicateur de l'Église réformée française de Francfort-sur-le-Main. Il y fut le successeur de Jean-Daniel Souchay de la Duboissière, le grand-père de sa femme Élisabeth (Lili), qu'il épousa en 1814. Les Souchay de la Duboissière étaient une famille puissante d'origine huguenote de la ville libre de Francfort, dans laquelle les calvinistes étaient bien assimilés avec les Luthériens depuis 1806. Ils avaient émigré de France lors de la révocation de l'édit de Nantes en 1685.
Du fait de la santé fragile de son père, la famille déménage en 1817, à Lyon, où Cécile voit le jour. Un an plus tard, la famille est  de retour à Francfort. Son père meurt en 1819 de phtisie. Sa veuve habite ensuite, avec ses quatre enfants dans la maison des Souchay dans l'Alte Mainzer Gasse au Fahrtor.
Felix Mendelssohn Bartholdy fait la connaissance de Cécile Jeanrenaud en 1836, à Francfort, lorsqu'il remplace le chef du Cäcilien Chor, Johann Nepomuk Schelble. Le couple se fiance le 9 septembre 1836, dans la maison des Jeanrenaud. Le 28 mars 1837 a lieu la cérémonie de mariage à l'Église réformée française. Felix Mendelssohn Bartholdy eut ensuite des liens étroits avec la famille Jeanrenaud.
Le couple eut cinq enfants, tous nés à Leipzig:
- Carl (7 février 1838 – 23 février 1897)
- Marie (* 2 octobre 1839)
- Paul (18 janvier 1841 – 17 février 1880)
- Felix (* 1er mai 1843)
- Lili (19 septembre 1845-15 octobre 1910)[2]

Après la mort de son mari, Cécile Mendelssohn Bartholdy déménage à Berlin avec ses cinq enfants.
Cécile Mendelssohn Bartholdy est décédée le 25 septembre 1853, lors d'un séjour à Francfort. Elle est inhumée dans le caveau familial des Jeanrenaud/Souchay à Francfort. Au dos de la croix funéraire, est écrit en français « Elle n'est pas ici ; pourquoi chercher parmi les morts ceux, qui sont vivants ? ». Ses fils vécurent ensuite chez son beau-frère, le banquier Paul Mendelssohn-Bartholdy, et ses filles chez sa mère à Francfort-sur-le-Main.
En 2004, la Frankfurter Mendelssohn-Gesellschaft décida de rénover la tombe de Cécile Mendelssohn Bartholdy. Le 22 mai 2005, des œuvres de Mendelssohn furent jouées à l'occasion de la cérémonie de remise du Saint Sépulcre.